# Massaker von Postelberg

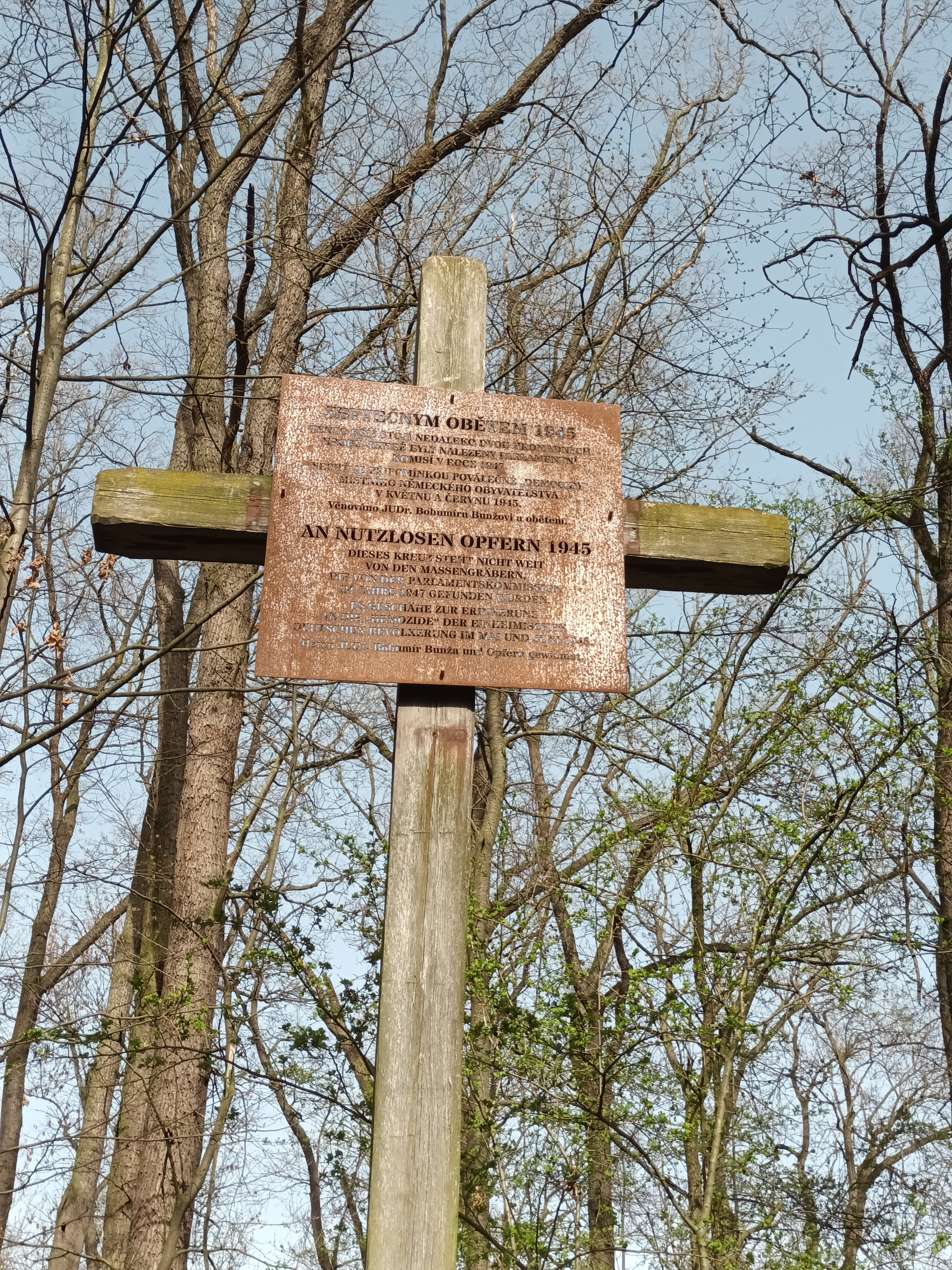
Gedenkkreuz an der Fasanerie (2024)

Das Massaker von Postelberg war ein gegen die deutschsprachige Zivilbevölkerung gerichteter Pogrom im Mai und Juni 1945 in Postelberg (Postoloprty) in der Tschechoslowakei. Über 1200 Menschen starben.

## Ausgangslage
Die Stadt Postelberg lag aufgrund des Münchner Abkommens seit Oktober 1938 auf dem Staatsgebiet des Deutschen Reiches im Reichsgau Sudetenland unmittelbar an der Staatsgrenze zum 1939 eingerichteten Protektorat Böhmen und Mähren. Mit dem Ende des Zweiten Weltkrieges kam Postelberg am 9. Mai 1945 formal an die Tschechoslowakei zurück. Im Jahr 1930 bekannte sich von den 3311 Einwohnern Postelbergs eine Mehrheit von 1739 Menschen zur deutschen Nationalität.
Am 25. Mai 1945 kamen Soldaten des 1. Tschechoslowakischen Armeekorps in die Stadt, die zuvor im Krieg der Svoboda-Armee angehört hatten. Sie wurden in der örtlichen Kaserne stationiert.

## Verlauf

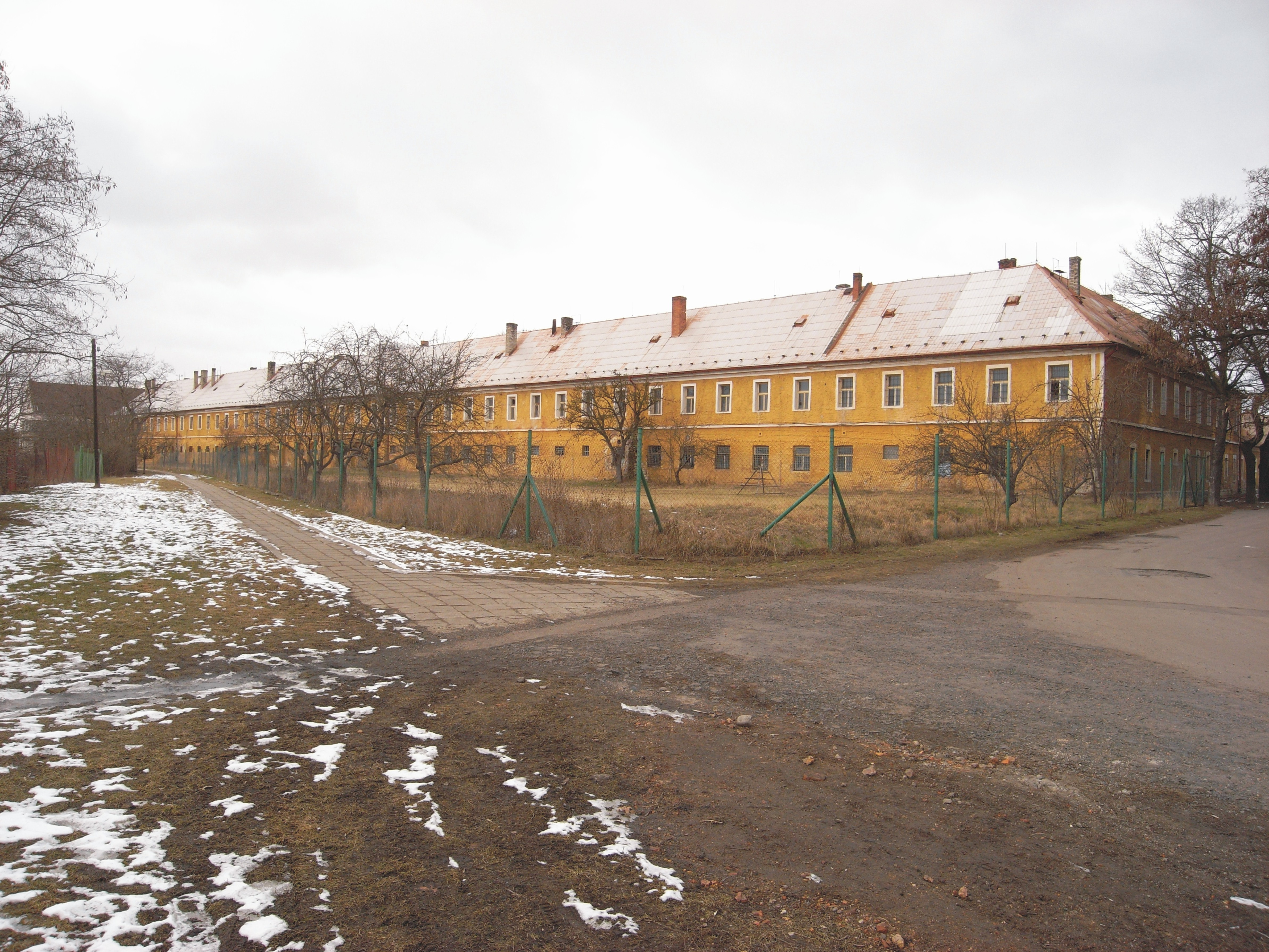
Kaserne Postelberg (2009)

Die ersten Opfer gab es in der Nacht zum 26. Mai 1945, als 36 Deutsche hingerichtet wurden.
Ab 27. Mai 1945 wurden einige hundert Deutsche in den Kasernen interniert. Darunter waren insbesondere ehemalige Funktionäre und Mitglieder der Nationalsozialistischen Deutschen Arbeiterpartei (NSDAP), aber auch sonstige Zivilisten. Die Internierten wurden dort durch Angehörige der Armee unter Befehl von Kapitän Vojtěch Černý und des Inlandsgeheimdienstes OBZ unter Befehl von Leutnant Jan Čubka gefoltert und ermordet.
Ab 29. Mai 1945 wurden auch Frauen mit ihren Kindern in der früheren Fasanerie interniert. Sie hatte unter deutscher Verwaltung bis Anfang Mai 1945 als Internierungslager für Juden und Menschen aus jüdischen Mischehen gedient. Am 5. Juni verbrachte man die dort inhaftierten Antifaschisten und frühere Insassen deutscher Konzentrationslager nach Saaz. 
Am 6. Juni trafen auf einem Lastwagen nicht näher bezeichnete Tschechen aus Prag ein. Sie folterten die Internierten und töteten sie. Belegte Orte der Exekutionen waren die Kaserne, die Schule, die Fasanerie, der Sitz des OBZ am heutigen Marxovo náměstí Nr. 76 sowie eine Sandgrube bei Lewanitz. Am Haus des OBZ wurden sieben Opfer im Garten begraben.

## Juristische Aufarbeitung
Im Frühjahr 1947 stellte die tschechoslowakische Post den Staatsorganen eine Reihe anonymer Briefe zu, die auf die Ermordung „mehrerer Tausend“ Menschen in Postelberg hinwiesen. Angezeigt wurden insbesondere der Oberleutnant Jan Zícha, sowie Bohuslav Marek, Vojtěch Černý und Jan Čubka. 
Anfang Juli 1947 wurde ein Untersuchungsausschuss unter Leitung des nichtkommunistischen Parlamentsabgeordneten JUDr. Bohumír Bunža gebildet. Am 30. und 31. Juli 1947 fand in den Räumen des Saazer Bezirksgerichts eine Untersuchung der Vorfälle statt. Jan Zícha gab bei den Verhören an, dass er nur von anderen Soldaten von den Ermordungen wisse. Er gab an, dafür keinen Befehl erteilt zu haben. Vasil Kiš vom OBZ sagte aus, dass Ermordungen stets nachts mit automatischen Waffen stattfanden. Als Verantwortliche der Morde nannte er Jan Čubka und zwei weitere Offiziere der Armee. Die Staatssicherheit kam zu dem Ergebnis, dass das Vorgehen durch das geltende Standrecht, unberechtigten Waffenbesitz, Provokationen und Missachtung militärischer Befehle gerechtfertigt gewesen sei. 
In einem geheimen Protokoll der Staatssicherheit vom 13. August 1947 wurde die Zahl der Opfer mit über 1200 Toten angegeben.
Die parlamentarische Untersuchungskommission veranlasste schließlich die Öffnung der bekannten Massengräber. Zwischen dem 17. und 27. September 1947 wurden unter absoluter Geheimhaltung insgesamt 763 Opfer exhumiert. Die Männer, Frauen und Kinder wurden mehrheitlich in den Krematorien von Karlsbad, Brüx und Aussig eingeäschert. Einige wenige wurden auch auf dem Friedhof von Laun (Louny) beerdigt.  
Trotz der Beweise wurde kein Täter bestraft. Bohumír Bunža kam nach der erzwungenen Auflösung des Parlaments am 6. Juni 1948 auf eine Liste von Abgeordneten, die inhaftiert werden sollten. Er floh außer Landes. Am 25. November 1948 wurde er in Abwesenheit zum Tode verurteilt.

## Erinnerungskultur

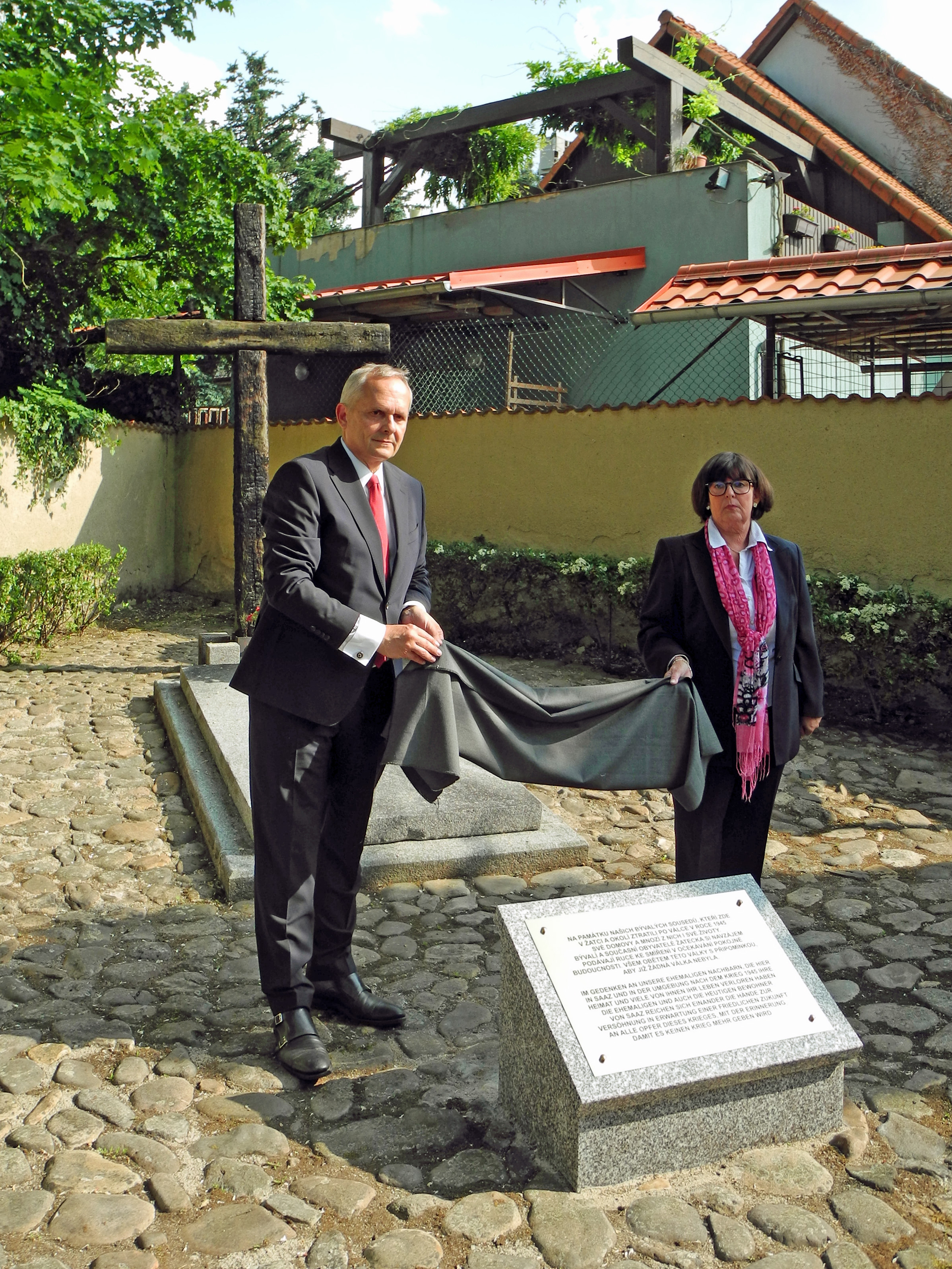
Enthüllung der Gedenktafel in Žatec durch den deutschen Botschafter Andreas Künne sowie Birgit Unfug als Vertreterin der Sudetendeutschen Landsmannschaft (2025)

Der Stadtrat von Postoloprty beschloss im November 2009, für die Opfer ein Denkmal zu errichten. Eine Gedenktafel wurde am 3. Juni 2010 auf dem Friedhof von Postoloprty enthüllt. Sie trägt den zweisprachigen Text „Allen unschuldigen Opfern der Postelberger Ereignisse von Mai und Juni 1945“.
Auf Privatinitiative wurde zeitgleich ein Gedenkkreuz an der Fasanerie aufgestellt. Es trägt heute die zweisprachige Inschrift „Den nutzlosen Opfern 1945 - Dieses Kreuz steht nicht weit von den Massengräbern, die von der Parlamentskommission im Jahre 1947 gefunden wurden. Es geschähe zur Erinnerung an die „Demozide“ an der einheimischen deutschen Bevölkerung im Mai und Juni 1945. Herrn JUDr. Bohumír Bunža und Opfern gewidmet.“
Im Jahr 2017 veröffentlichte Jan Vávra den Roman Die Hussiten bei Postelberg (Husité u Postoloprt) über das Massaker. Im November 2022 wurde beim Fernsehsender Česká televize ein Dokumentarfilm über das Massaker ausgestrahlt, zu dem Vávra das Drehbuch schrieb.
Seit 2022 findet jedes Jahr am 3. Juni ein Gedenkmarsch mit Schülern von Žatec nach Postoloprty statt. In diesem Rahmen enthüllte der deutsche Botschafter Andreas Künne am 3. Juni 2025 auch eine Gedenktafel auf dem Stadtfriedhof von Žatec.